# 約翰·雷姆賽·麥克庫洛赫
約翰·雷姆賽·麥克庫洛赫（英語：John Ramsay McCulloch，1789年3月1日—1864年11月11日）是一位蘇格蘭經濟學家、作家和編輯，生於蘇格蘭威格頓郡惠索恩，逝世於倫敦。他最著名是打從1823年李嘉圖離世之後，擔當李嘉圖經濟學派的領導者角色。麥克庫洛赫是第一名被倫敦大學學院任命的政治經濟學教授。他對經濟政策的論著範圍廣泛。另一件讓人津津樂道的事是麥克庫洛赫乃是一位收集經濟數據、統計分析以至出版的拓荒者。
麥克庫洛赫是蘇格蘭人報的其中一位創辦人，也是第一位編輯。他同時為《愛丁堡評論》工作。另外，他編輯了1828年版本的國富論。

## 事業
麥克庫洛赫年輕時在愛丁堡大學就讀法律，後來改爲修讀政治經濟學，但沒有畢業。
麥克庫洛赫收集了早期的政治經濟學文獻，並撰寫了一些關於經濟學研究方法和經濟思想史的論著。他逝世以後，他的藏書被奧弗斯通男爵收購了，最後移送至雷丁大學展示。麥克庫洛赫熱心參與政治經濟學的研究工作，他是倫敦政治經濟學會的其中一名成員，這個學會由他的好友詹姆斯·穆勒創立於1821年。學會是一個學術討論圈子，成員經常就政治經濟學的基本原理進行交流討論。
麥克庫洛赫其中一份爲人知曉的著作是一本教科書，名為“政治經濟學原理”（1825年在愛丁堡出版）。他一直繼續他的工作直至他離世。這本著作提供了一個讓早期經濟學界長期爭論的話題，那就是木桶的葡萄酒發酵過程中是否屬於“勞動”的問題，這個問題引申出所得分配問題的爭論，麥克庫洛赫認爲發酵是自然力的“勞動”，這種勞動可以創造“價值”，由於這種“勞動”不是勞動者的貢獻，因此資本擁有者和企業家有權分享利潤和利息。這個“葡萄酒”問題帶來的是給經濟學界長達半世紀關於勞動價值理論合理與否的爭論。
|  | “假定一桶值五十鎊的新葡萄酒，放在地窖裏，在滿了十二個月之後，它值五十五鎊，問題是葡萄酒所增加的五鎊價值，究竟應該看作是值五十鎊的資本被凍結的時間的補償呢，還是應該看作是實際上對葡萄酒所增加的勞動價值呢？” |

這個問題仍然是勞動價值理論及相關討論的重要元素。麥克庫洛赫使用這個例子來舉例：“時間本身不能產生任何效果，他只是給予一個間隔，是真正有效的原因起作用罷了。所以很明顯，它與價值毫不相干。”李嘉圖身為當時政治經濟學研究的權威人物，曾經在政治經濟學會的學術討論私底下表示“不存在絕對價值的量度”，這和麥克庫洛赫的論點互相呼應。
麥克庫洛赫逝世於1864年，葬於倫敦賓頓墳場。

## 批評
麥克庫洛赫的理論工作遭到奧地利經濟學家歐根·博姆-巴維克在著作《資本利息理論的歷史和批判》（1884年）發表的苛刻批評。
“或許沒有英國學派的成員會這樣不高興在他所面對的利息理論主題上所下的功夫，一如麥克庫洛赫般幫倒忙。”博姆—巴維克寫道。“他徘徊在數種不同意見的邊緣。他周旋於各種意見内使自己陷入明顯的自相矛盾，而且他沒有擴充任何一種意見以形成一個能夠顯得前後一致的理論。”
勞動價值理論是一個例外，麥克庫洛赫似乎非常堅持於這個理論有別於他在處理其他主題上那麽矛盾。博姆—巴維克承認這點，但是他指出麥克庫洛赫的勞動價值理論個人敍述版本“或者是發生於一個認真思考者身上最荒謬可笑的形式”
有關葡萄酒發酵的價值問題，博姆-巴維克評論此問題“他（麥克庫洛赫）希望證明的和他最後證明所出的結果存在極大的分別”。雖然葡萄酒此例可證明時間單純過去並不足以產生價值增加的情況，不過這說明無助於協助勞動價值理論的合理性。葡萄酒物質上的轉變經由微生物經過發酵過程釋出酒精，交換價值的改變牽涉到公衆面臨選擇的主觀喜好，包括葡萄酒對葡萄果汁，還有舊酒對新酒。